# Costel Pantilimon
Costel Fane Pantilimon (født 1. februar 1987) er en rumænsk fodboldspiller der spiller som målmand hos Nottingham Forest, udlejet fra Watford.

## Tidlige liv
Født i Bacău, startede Pantilimon sin karriere hos Aerostar Bacău og har fået sin del af rampelyset på Rumæniens U/19 landshold før han blev solgt til Timișoara den 1. februar 2006, på hans 19 års fødselsdag.

## Landshold
Pantilimon fik sin debut for Rumæniens A-landshold den 19. november 2008, i en venskabskamp mod Georgien.

## Personlige liv
Costel Pantilimon er et barn af to døve forældre.